# Miejski Dom Kultury „Szopienice-Giszowiec” w Katowicach
Miejski Dom Kultury „Szopienice-Giszowiec” w Katowicach – instytucja kultury miasta Katowice, położona przy ulicy gen. J. Hallera 28, w granicach dzielnicy Szopienice-Burowiec. Prócz głównej siedziby składają się na nią dwie filie: nr 1 przy ulicy Obrońców Westerplatte 10 w Szopienicach-Burowcu i nr 2 przy placu Pod Lipami 1 (w budynku gospody) i 3/3a (Gawlikówka) w Giszowcu.
Miejski Dom Kultury „Szopienice-Giszowiec” prowadzi szeroką działalność kulturalną, stanowi siedzibę dla wielu różnorodnych grup artystycznych (w tym Grupy Janowskiej), a także jest organizatorem bądź współorganizatorem różnego typu wydarzeń tej części Katowic.

## Charakterystyka

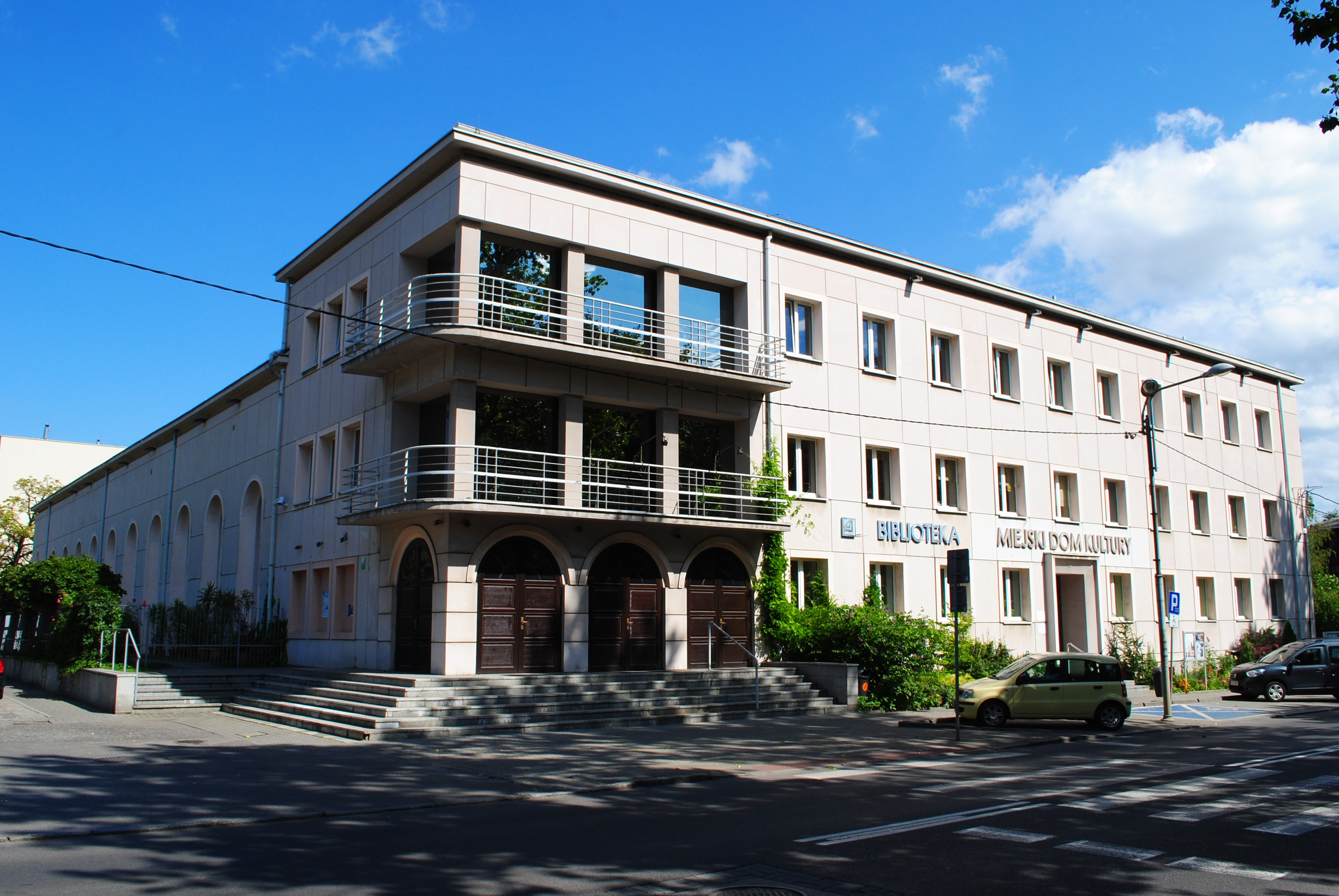
Siedziba Miejskiego Domu Kultury „Szopienice-Giszowiec” od strony zachodniej (2020)

Miejski Dom Kultury „Szopienice-Giszowiec” w Katowicach to samorządowa instytucja kultury miasta Katowice z siedzibą przy ulicy gen. J. Hallera 28 na terenie dzielnicy Szopienice-Burowiec. Jest to jeden z pięciu katowickich domów kultury i wpisany jest do Rejestru Miejskich Instytucji Kultury w Katowicach pod nr. 5/D/93.
Miejski Dom Kultury „Szopienice-Giszowiec” składa się z trzech placówek. Są to:
- Główna siedziba przy ulicy gen. J. Hallera 28 w Burowcu (część dzielnicy Szopienice-Burowiec)[4],
- Filia nr 1 przy ulicy Obrońców Westerplatte 10 w Szopienicach (także część dzielnicy Szopienice-Burowiec)[4],
- Filia nr 2 przy placu Pod Lipami 1 (w budynku gospody) i 3/3a (Gawlikówka) w Giszowcu[6][4].

Dyrektorem instytucji jest Marek Augustyniak. W 2017 roku w MDK „Szopienice-Giszowiec” zatrudnionych było około 50 osób.
Podstawowym zadaniem Miejskiego Domu Kultury „Szopienice-Giszowiec” w Katowicach jest rozpowszechnianie, rozwijanie i zaspokajanie potrzeb kulturalnych społeczności lokalnej, rozwój amatorskiego ruchu artystycznego oraz działanie na rzecz mieszkańców w rozwiązywanie lokalnych problemów. Działania te realizowane są w różnego typu działalnościach, a są to:
- Przeglądy i konkursy – w tym m.in. Ogólnopolski Konkurs Poetycki im. Marii Pawlikowskiej-Jasnorzewskiej, Ogólnopolski Konkurs Plastyczny dla Twórców Nieprofesjonalnych im. Pawła Wróbla, Festiwal „Szopienicki Talent” czy Międzynarodowy Festiwal Kolęd i Pastorałek im. ks. Kazimierza Szwarlika[9],
- Działalność kulturalno-edukacyjna dla dzieci i młodzieży – m.in. akcje „Lato w mieście” i „Zima w mieście”, bale karnawałowe, lekcje regionalne, warsztaty plastyczne i muzyczne czy prelekcje i gawędy[10],
- Koncerty i imprezy plenerowe – w tym Święto Giszowca, Święto Burowca, Dni Szopienic, Industriada, wszelkiego rodzaju koncerty i przedstawienia, zabawy taneczne czy wycieczki rowerowe i turystyczne[10],
- Własna działalność sekcyjna w poszczególnych filiach[10],
- Działalność teatralna i koncertowa – w dwóch dużych salach teatralno-widowiskowych MDK „Szopienice-Giszowiec” oraz na muszli koncertowej w parku Giszowieckim[11],
- Działalność edukacyjna – w tym szkółki etnolektu śląskiego, Mała Akademia Jazzu, cykle spotkań literackich i warsztatów interdyscyplinarnych, lekcje muzealne i historyczne w Gawlikówce, happeningi plastyczne w parku Giszowieckim i inne[12],
- Działalność wystawiennicza – w galerii Antrakt (siedziba główna MDK), galerii Motyw (Filia nr 1) i w Gawlikówce (Filia nr 2)[12].

Miejski Dom Kultury „Szopienice-Giszowiec” w Katowicach współpracuje z wieloma stowarzyszeniami lokalnymi, fundacjami i organizacji społecznymi, z czego najintensywniej ze Stowarzyszeniem Przyjaciół Dąbrówki Małej i Burowca, Stowarzyszeniem Giszowiec, Stowarzyszeniem Miłośników Folkloru, Stowarzyszeniem Mocni Razem oraz Fundacją Iskierka, a także z placówkami oświatowymi, radami dzielnic czy miejskimi i pozamiejskimi instytucjami (w tym z Galerią Szyb Wilson, katowickim MOSiR-em czy Muzeum Historii Katowic).

## Główna siedziba (Burowiec)

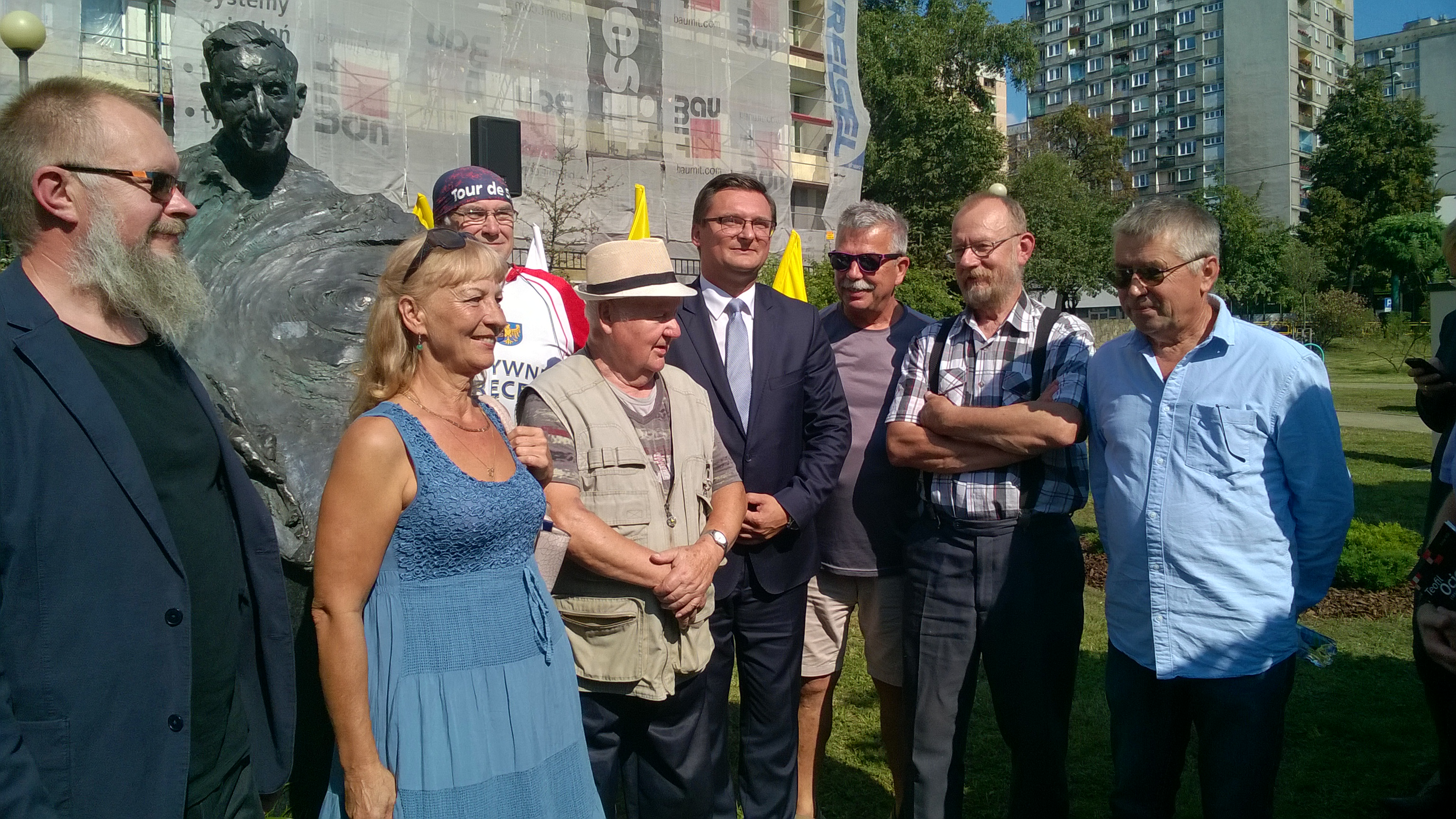
Uroczystość odsłonięcia rzeźby upamiętniającego Teofila Ociepkę 9 września 2016 roku, w której uczestniczyli m.in. członkowie Grupy Janowskiej, w tym Sabina Pasoń i Erwin Sówka

Główna siedziba Miejskiego Dom Kultury „Szopienice-Giszowiec” w Katowicach przy położona jest przy ulicy gen. J. Hallera 28 w dzielnicy Szopienice-Burowiec. Gmach posiada salę widowiskową na 320 miejsc wraz ze sceną i garderobami, salę bankietową na 180 miejsc, małą salę teatralną z 50 miejscami, liczne sale klubowe, dwie sale baletowe, pracownię ceramiki i galerię Antrakt.
Przy siedzibie głównej MDK „Szopienice-Giszowiec” funkcjonują m.in. następujące sekcje i działalności (stan na 2017 rok): Grupa Janowska (grupa malarzy nieprofesjonalnych), Klub Malucha, kółko plastyczne, pracownia ceramiki dla dorosłych, nauka gry na instrumentach, zespół breakdance The Kids Team, klub szachowy Hetman Katowice, zajęcia z aerobiku, pilates i joga, sekcja skata sportowego 4 Korony, Klub Seniora oraz zespoły muzyczne (Koniec Świata, Bottom, Brain Surgery, Abnormal Sickness, Deviation i Underule). W budynku działa także Filia nr 36 Miejskiej Biblioteki Publicznej w Katowicach.
Początki placówki w Burowcu, będącego historycznie częścią Dąbrówki Małej, sięgają lat międzywojennych. W tym też czasie, w 1938 roku rozpoczęto budowę Domu Ludowego Gminy Dąbrówka Mała. Budowę tę dokończono dopiero po II wojnie światowej już jako Zakładowy Dom Kultury Huty Metali Nieżelaznych „Szopienice”, który przeniósł się z placówki w Szopienicach w miejscu późniejszej Filii nr 1 MDK „Szopienice-Giszowiec”. Budowa trwała w latach 1949–1952 roku (według jednego ze źródeł przy budowie wykorzystano zabudowę istniejącego tam wcześniej gasthausu).
W latach 1955–1992 Zakładowym Domem Kultury kierował Józef Jesionek, rozwijając w nim bogatą działalność kulturalną i oświatową. W tym czasie działał tutaj zespół teatralny Młodego Widza, organizowano wykłady uniwersytetu powszechnego, kino, koncerty czy spotkania autorskie w bibliotece z 25 tys. woluminami. Ponadto funkcjonowały koła zainteresowań: filatelistów, brydża, szachów, skata czy gołębi pocztowych.
W 1991 roku Zakładowy Dom Kultury został przejęty przez miasto, natomiast 1 stycznia 1992 roku na mocy uchwały Rady Miejskiej w Katowicach z 16 grudnia 1991 roku powołano Miejski Dom Kultury „Szopienice” w Katowicach. 7 listopada 2005 roku zmieniono statut instytucji, nadając jej nową nazwę – Miejski Dom Kultury „Szopienice-Giszowiec” w Katowicach.
Od 2000 roku ma tutaj swoją pracownię Grupa Janowska.

## Filia nr 1 (Szopienice)

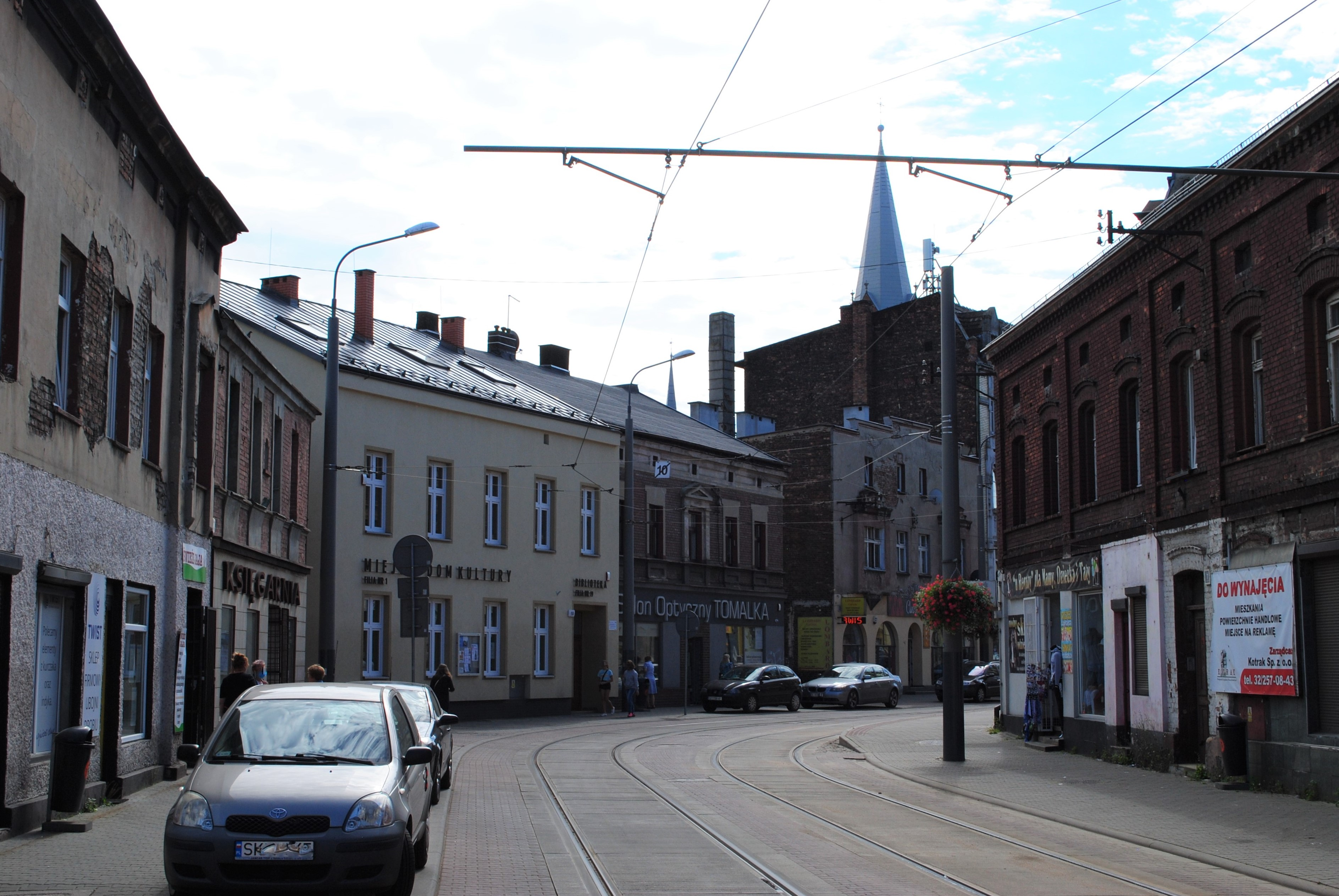
Filia nr 1 Miejskiego Dom Kultury „Szopienice-Giszowiec” przy ulicy Obrońców Westerplatte 10 (pośrodku)

Filia nr 1 znajduje się przy ulicy Obrońców Westerplatte 10 w dzielnicy Szopienice-Burowiec. Siedziba filii to niewielki obiekt mieszczący wielofunkcyjną salę widowiskową na 80 miejsc i kilka sal klubowych.
W 2017 roku w Filii nr 1 działały następujące sekcje i działalności: Klub Seniora, klub gry w karty, warsztaty rękodzielnicze dla dorosłych, zajęcia z języka angielskiego, plastyka dla dzieci oraz zajęcia z językiem polskim. Działa tu także Filia nr 19 Miejskiej Biblioteki Publicznej w Katowicach.
Początki placówki, w której jeszcze przed II wojną światową mieściło się kino „Coloseum” oraz restauracja, wywodzą się ze świetlicy zakładowej założonej 1 maja 1948 roku przez Zakłady Hutnicze w Szopienicach w zaadaptowanej na ten cel restauracji przy ulicy Oświęcimskiej (późniejsza ulica Obrońców Westerplatte). W niej działały wówczas: klub sportowy, biblioteka, orkiestra dęta, komisja poborowa, a także organizacja partyjna. W niej organizowano także kursy dla analfabetów, a w sali widowiskowej ze sceną wystawiano sztuki teatralne.
Z racji szerokiego wachlarza organizowanych w budynku świetlicy w Szopienicach wydarzeń szybko rozpoczęto starania o nowy budynek, który powstał na terenie Burowca. Od 1986 roku funkcjonował tutaj klub „Natasza”, a w 1993 roku Dzielnicowy Dom Kultury przy ulicy Obrońców Westerplatte został włączony do Miejskiego Domu Kultury „Szopienice” w Katowicach jako jego filia. W 2019 roku przeprowadzono gruntowny remont placówki polegający na termomodernizacji fasady oraz likwidacji kotłowni centralnego ogrzewania.

## Filia nr 2 (Giszowiec)

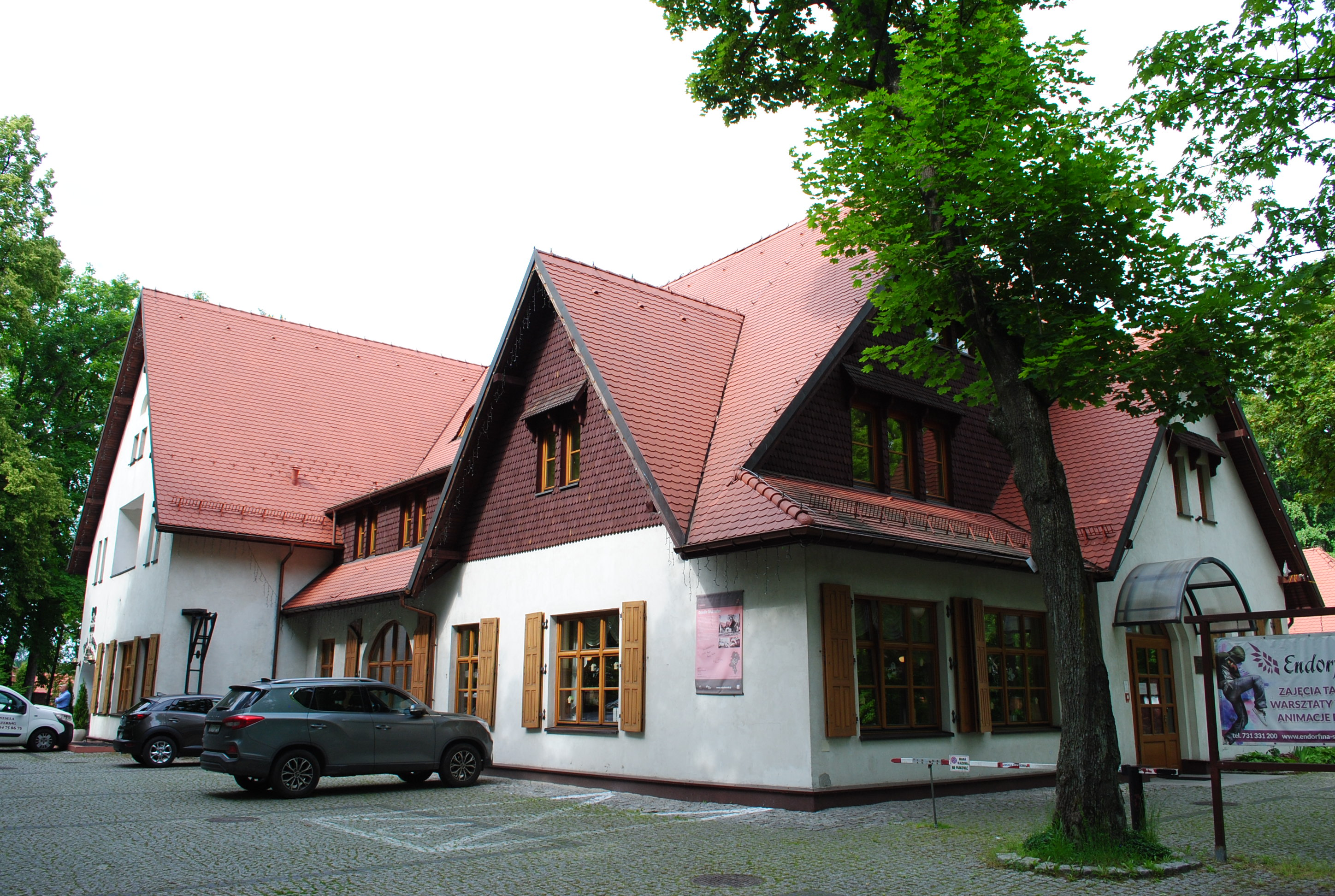
Fragment budynku gospody przy placu Pod Lipami 1 – siedziba Filii nr 2 MDK „Szopienice-Giszowiec”

Filia nr 2 znajduje się dzielnicy Giszowiec przy placu Pod Lipami 1 (w budynku gospody) i 3/3a (Gawlikówka).
Budynek dawnej gospody jest jednym z największych obiektów zabytkowego osiedla patronackiego Giszowiec wzniesionego w latach 1907–1910 dla górników kopalni „Giesche” (późniejszy „Wieczorek”) według projektu Emila i Georga Zillmannów. W budynku mieści się duża reprezentacyjna sala ze sceną oraz kilkanaście mniejszych pomieszczeń służących różnym kółkom zainteresowań. W samym budynku działa także restauracja, a w otoczeniu filii, w parku Giszowieckim znajduje się m.in. muszla koncertowa. Izba Śląska, zwana także Gawlikówką, została uruchomiona w dawnych zabudowaniach gospodarczych budynku giszowieckiej gospody. W niej znajduje się małe muzeum wnętrz śląskich z galerią obrazów Ewalda Gawlika. Giszowieckie obiekty MDK „Szopienice-Giszowiec” wpisane są do rejestru zabytków nieruchomych, a także są częścią Szlaku Zabytków Techniki Województwa Śląskiego.

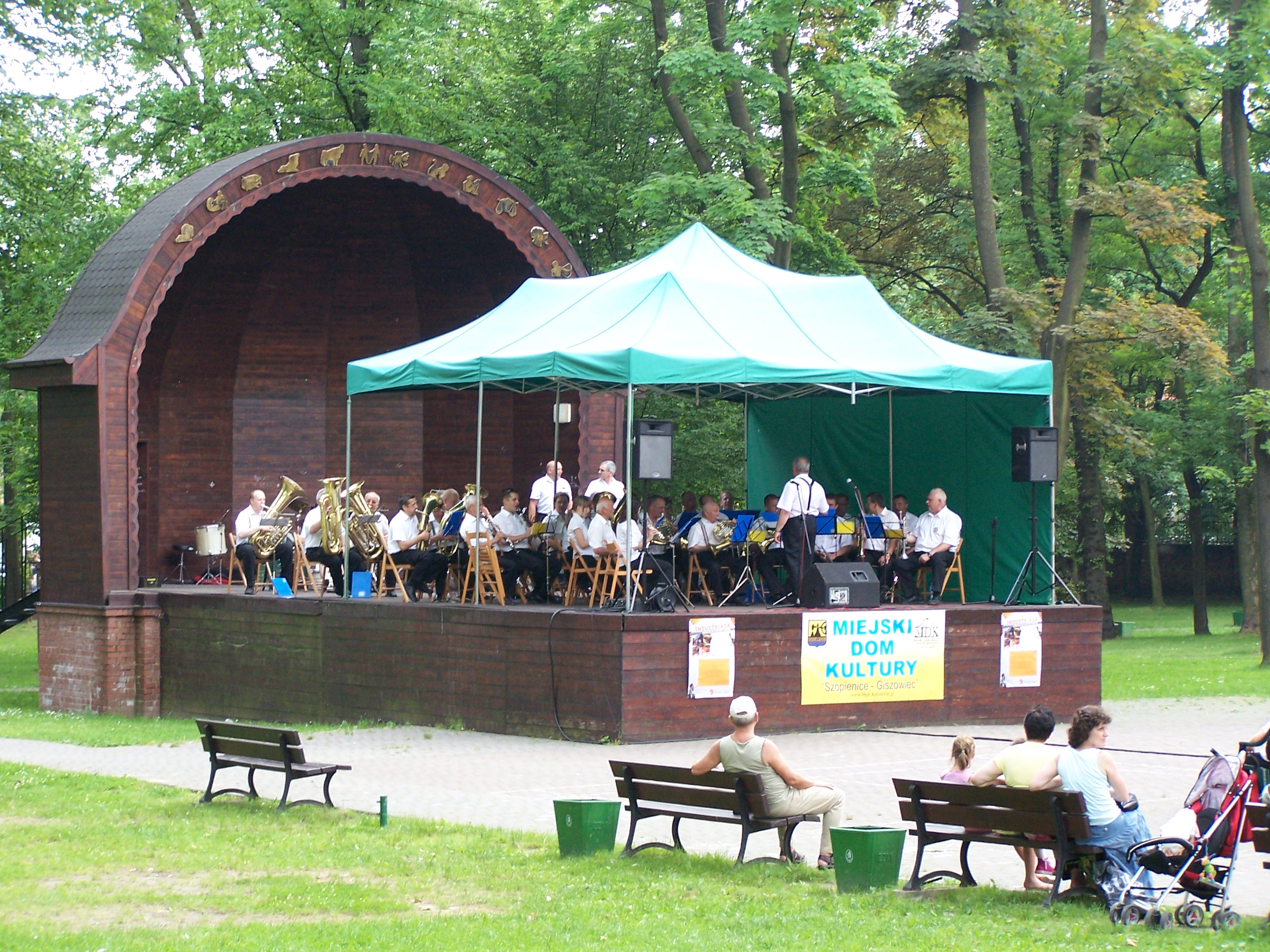
Muszla koncertowa w parku Giszowickim podczas koncertu orkiestry dętej (2010)

W 2017 roku Filia nr 2 organizowała następujące zajęcia i sekcje: klub skata Amikus, zajęcia gimnastyczne i nauki języka angielskiego dla seniorów, warsztaty plastyczne, ping-pong, ćwiczenia zumby i aerobiku oraz zajęcia wokalne. Ponadto odbywały się tutaj wówczas spotkania różnego typu klubów i instytucji, w tym: Oddziału Giszowiec Związku Górnośląskiego, Klubu Seniora Związku Zawodowego „Przeróbka”, Klubu Emerytów i Rencistów NSZZ „Solidarność” KWK „Staszic”, Klubu Seniora KWK „Staszic”, Klubu Giszowianek, Koła nr 9 Związku Emerytów, Rencistów i Inwalidów, Klubu Giszowiec 1955 i Klubu Żeglarskiego „Zwrot”. Ponadto gmach filii, jak i muszlę koncertową w parku wielokrotnie gościły orkiestrę kopalni „Staszic”.

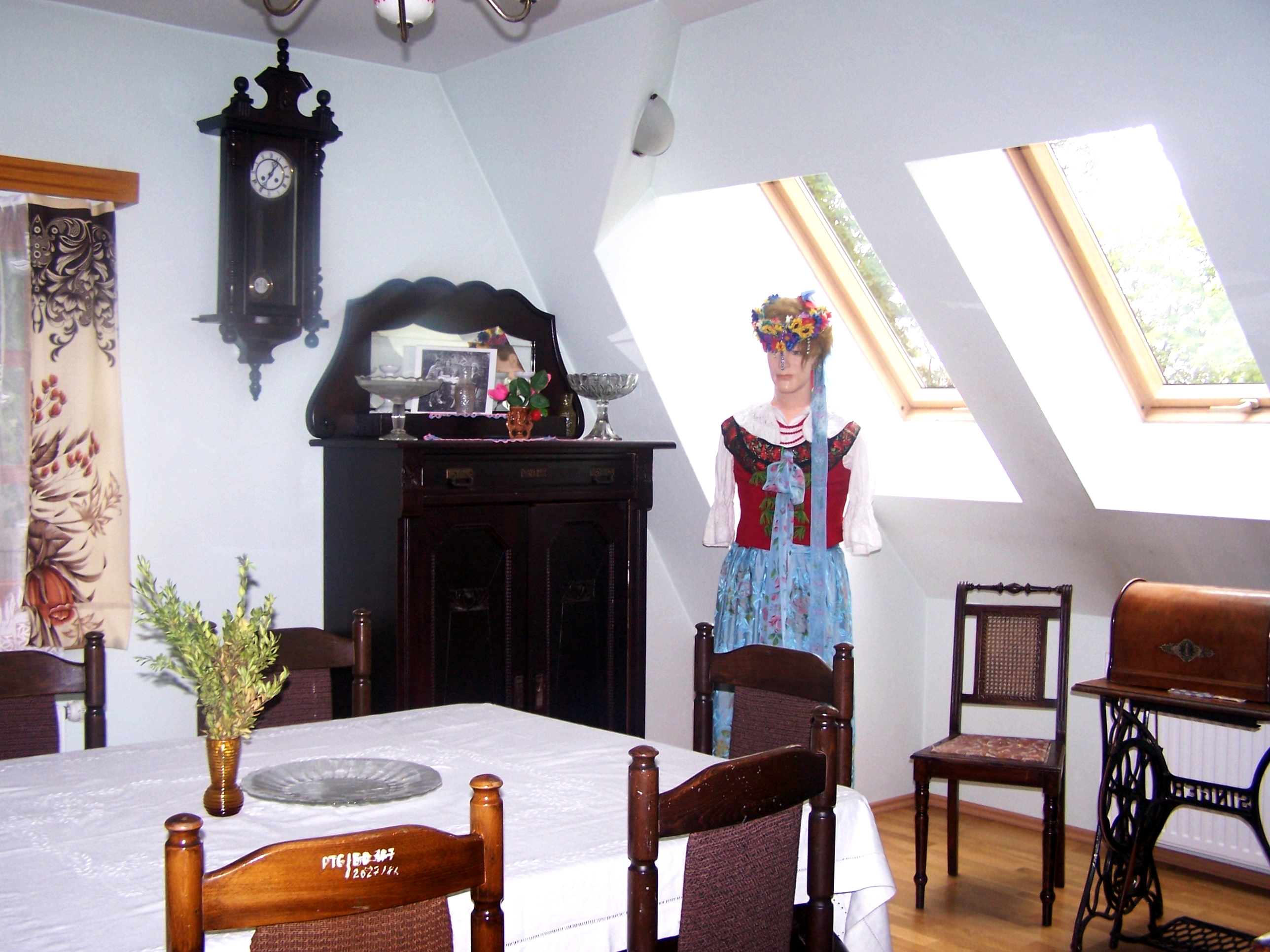
Fragment ekspozycji wewnątrz Gawlikówki (2008)

W 1949 roku budynku gospody rozpoczął działalność Dom Kultury KWK „Wieczorek”, a ponadto w gmachu działało kino „Muza” z 363 miejscami na widowni, restauracja oraz znajdowały się mieszkania. Po likwidacji domu kultury budynek stał pusty. W latach 90. XX wieku otwarto tutaj dyskotekę „Delta”, której działalność źle wpłynęła na stan obiektu. Po przejęciu budynku gospody przez miasto Katowice i przeprowadzeniu remontu generalnego przywrócono jej dawny wystrój i funkcję kulturalno-rozrywkową. W 2005 roku do Miejskiego Domu Kultury „Szopienice” w Katowicach włączono placówkę w Giszowcu, a także zmieniono nazwę całej instytucji na Miejski Dom Kultury „Szopienice-Giszowiec” w Katowicach, natomiast 7 stycznia 2006 roku uroczyście otwarto odnowiony gmach Filii nr 2.
Budynek późniejszej Gawlikówki jeszcze w latach 70. XX wieku miał być wyburzony, lecz dzięki zaangażowaniu kopalni „Staszic” dom wyremontowano i w 1987 roku rozpoczął tutaj działalność Klub Seniora, a pokoje na górze udostępniono Ewaldowi Gawlikowi, który namalował około 100 obrazów, m.in. górnośląskich pejzaży i portretów. Po śmierci Ewalda Gawlika w 1993 roku część obrazów udostępniono w Izbie Śląskich dla szerszej publiczności.